# Cerkev sv. Jožefa, Preserje
Cerkev sv. Jožefa v Preserju je podružnična cerkev Župnije Preserje. 
Cerkev stoji na dominantni vzpetini severozahodno nad Preserjem. Orientirana je proti severozahodu. Zgrajena je bila leta 1659 in je prva centralno zasnovana cerkev na Slovenskem, ki ima baročno razpotegnjeno osmerokotno cerkveno ladjo. Ladja se nadaljuje v ožji, ravno zaključen prezbiterij, k njemu pa sta prislonjena zakristija na desni in nizek zvonik na levi strani. Cerkev je bila opremljena z bogato okrašenimi baročnimi oltarji in prižnico in poslikana. Danes je v cerkvi le še del tega bogastva. V začetku leta 2021 daje zunanjost cerkve videz precejšnje zanemarjenosti.

## Zgodovina cerkve
Cerkev so začeli zidati leta 1658 na pobudo bistriškega opata Ludovika Cirijana in s privolitvijo oglejskega patriarha Janeza VII. Dolfina. Letnica na portalu zvonika dokazuje, da je bila leta 1659 gradbeno že več ali manj dokončana. Valvazor piše leta 1686 v Slavi vojvodine Kranjske, da stoji cerkev na hribčku z imenom Mlezhnig.
Med drugo svetovno vojno je bila vzpetina strateško pomembna. Leta 1942 so vanjo vdrli Italijani. Razbili so glavna vrata, nekaj klopi in precej oprave, tudi tabernakelj. Odtlej je bila zatočišče različnim vojakom. Vojna škoda je bila popravljana leta 1946, ko je bil zamenjan tudi del ostrešja nad prezbiterijem. Leta 1947 so na glavni oltar spet postavili tabernakelj, ki so ga prinesli iz cerkve sv. Lenarta na Stari Vrhniki.

## Zunanjost
Cerkev je visoka, saj ima v notranjosti kar tri nivoje (nadstropja). Zunanjščina je preprosta, nečlenjena, s pravokotnimi okni v srednjem, svetlobnem nivoju. Le ozko in visoko vhodno fasado krasi kamnit portal, ki se zgoraj končuje z odprtim pedimentom. Med pediment in okno so stisnjene tri vzporedne niše, ki so danes prazne, nekoč pa so v njih stali kipi, ki so krasili fasado. Prazna je tudi četrta, večja niša visoko nad oknom.
Bolj kot fasade ladje so razčlenjene fasade zvonika; njegovi vogali so šivani, kamniti venci pa nakazujejo posamezna nadstropja. Nad običajnim konzolnim vencem stoji piramidna streha.

## Notranjost
Znotraj je cerkev veliko bolj baročno razgibana kot zunaj. Prostor cerkvene ladje, v tlorisu razpotegnjen osmerokotnik, se na vhodnem delu (ob poševnih stranicah osmerokotnika) hitro razširi in zviša; vzdolžni stranici osmerokotnika sta nekoliko daljši, prostor med njima pa širok in visok; proti slavoločni odprtini se prostor spet zoži in preide v prezbiterij. Na osrednjem delu, med daljšima vzporednima stranicama, je obok nemoteno banjast in nedeljen, medtem ko obok na začetnem in končnem delu ladje, kjer je oblikovan v polkupoli, delijo sosvodnice. Prezbiterij je obokan s križnim obokom.
Stiki obodnih sten so okrašeni s toskanskimi pilastri. Po višini členita ladijski prostor dva profiliranima venčna zidca, ki potekata pod in nad svetlobnim nadstropjem. Vhodni del ladje pokriva pevski kor, podprt z dvema stebroma. Slavoločno odprtino krasita dva dvojna toskanska pilastra in dvojni lok nad njima. Tudi oltarni niši dveh stranskih oltarjev sta ob straneh zaključeni z dvojnimi pilastri zgoraj pa z dvojnimi loki.
Neznani arhitekt je tako dosegel dokaj idealno sintezo vzdolžnega in centralnega tipa cerkvenega prostora. Njegova rešitev je postala vzor tudi graditeljem kasnejših cerkva.
Med obnovitvenimi deli, ki jih je v petdesetih letih 20. stoletja vodil umetnostni zgodovinar in konservator Nace Šumi, so na kupoli pod povsem neustreznim sekundarnim beležem odkrili sledove fresk iz 17. stoletja z motivom dveh balustrad, v nekaterih deli se je dalo slutiti tudi figuralne skupine; freske so še vedno pod beležem.

## Oltarji in prižnica
Cerkev ima tri baročne oltarje: glavni oltar v prezbiteriju, v prirezanih vogalih ladje ob slavoločni odprtini pa stranska oltarja.
Izredno kakovosten je glavni oltar, ki ga sestavljata kamnit podstavek iz črnega marmorja in lesen oltarni nastavek. Podstavek sestoji iz menze in predele. Na vogalih menze sta poligonalna pilastra in med njima tri velike rože iz zelenih, rumenih in redečih vložkov, obdane s profiliranim belim okvirjem. Na menzi stoji širša predela, ki je na sredini gladka, na obeh straneh pa ima po dva pilastra, ki podpirata ogredje lesenega nastavka. Pilastri imajo reliefno vglobljena polja, okrašena z inkrustacijami raznobarvnih svetlejših marmorjev. V medaljonu na predeli je napis SVS HVGONE VALLIS IOCOSAE / PRAELATO. VICARIO VERO MARCO RVSTIA SANCTO / IOSEPHO CESSIT. Napis vsebuje kronogram in pove, da je bil oltar izdelan leta 1686, ko je bil v kartuziji Bistri prior Hugo Muregger, na preserski župniji pa vikar Marko Rustja. Takšne inkrustirane oltarje iz črnega kamna je tedaj izdelovala ljubljanska delavnica kamnoseka Mihaela Kuše.
Na predelo je postavljen lesen, bogato izrezljan in pozlačen oltarni nastavek s po štirimi stebri na vsaki strani. V oltarni niši, poglobljeni s štirimi kulisami oblakov, stoji kip zavetnika cerkve sv. Jožefa, ob straneh spodaj na predeli pa kipa sv. Ane (levo) in Marije. Nad segmentnimi loki in volutami, ki zaključujejo osrednji del oltarja, je v osrednji niši atike kip Boga Očeta z zemeljsko kroglo v roki, nad atiko pa se dviguje dvoglavi orel s črko F (Vallis-Bistra) v grbovnem ščitku. Oltarni nastavek je danes močno osiromašen, saj so bili z njega ukradeni trije kipi evangelistov, razpostavljeni po volutah in segmentnih lokih ogredja; iz atike so bili ukradeni tudi kipi sv. Roka, sv. Bruna in angelov, iz osrednje niše oltarja pa vsi angelci, ki so obdajali kip sv. Jožefa.
Stranska oltarja sta mlajša od glavnega. Vsak je oblikovan iz zidane menze trebušaste oblike, na kateri stoji v steno vzidan oltarni nastavek s kasetirano nišo. Niši sta danes prazni. V niši levega oltarja je bila slika sv. Antona, v niši desnega pa slika sv. Urha, datirana z letom 1831. Obe sliki zaradi varnosti hranijo v preserskem župnišču.
Poleg glavnega oltarja odlikuje cerkveno notranjščino tudi lesena prižnica iz istega časa. Šesterostrana leca, na katero vodijo strme stopnice, stoji na vitkem kanelirnem (izžlebljenem) stebru. Posamezne stranice, ločene z vogalnimi volutami, so bogato okrašene z izrezljanimi vazami s cvetjem, enako tudi ograja stopnic in baldahin.